# Psectra capensis
Psectra capensis är en insektsart som först beskrevs av Douglas E. Kimmins 1935.  Psectra capensis ingår i släktet Psectra och familjen florsländor. Inga underarter finns listade i Catalogue of Life.